# 후나쓰촌 (미에현)
후나쓰촌(船津村)은 일본 미에현 기타무로군에 설치되었던 촌이다. 현재의 기호쿠정의 남서부에 해당한다.